# Aalborgvej
 Aalborgvej  er en to sporet omfartsvej der går vest om Thisted. Vejen er en del af primærrute 11 der går imellem Aalborg og Tønder.
Den er med til at lede trafikken der skal mod Aalborg eller Holstebro, uden om Thisted Centrum, så byen ikke bliver belastet af for meget trafik.
Vejen forbinder Oddesundvej i vest med Aalborgvej i nord, og har forbindelse til Ballerumvej og Leopardvej.